# Bromuro di zinco
Il bromuro di zinco è un composto inorganico con la formula chimica ZnBr2.

## Caratteristiche
È un sale incolore che condivide molte proprietà con il cloruro di zinco (ZnCl2), vale a dire un'elevata solubilità in acqua che forma soluzioni acide e una buona solubilità in solventi organici. È igroscopico e forma uno {\displaystyle {\ce {ZnBr2\cdot 2H2O}}} diidrato.

## Produzione
Il bromuro di zinco diidrato viene preparato trattando l'ossido di zinco o il metallo di zinco con acido bromidrico.
{\displaystyle {\ce {ZnO\ +\ 2HBr\ +\ H2O->ZnBr2\cdot 2H2O}}}
{\displaystyle {\ce {Zn\ +\ 2HBr->ZnBr2\ +\ H2}}}
Il materiale anidro può essere prodotto per disidratazione del diidrato con anidride carbonica calda o per reazione di zinco metallico e bromo. La sublimazione in un flusso di acido bromidrico dà anche il derivato anidro.

## Struttura
Il bromuro di zinco cristallino adotta la stessa struttura dello ioduro di zinco: quattro centri di Zn tetraedrici condividono tre vertici per formare "super-tetraedri" di composizione nominale {\displaystyle {\ce {{Zn4Br10}^{2-}}}}, che sono collegati dai loro vertici per formare una struttura tridimensionale. Anche il diidrato {\displaystyle {\ce {ZnBr2\cdot 2H2O}}} ha una struttura normale e dovrebbe essere descritto come {\displaystyle {\ce {Zn(H2O)6Zn2Br6}}}, dove lo ione {\displaystyle {\ce {Zn2Br6^{2-}}}} ha ponti di bromo che collegano i due atomi di zinco. Una struttura simile si trova nella forma dimerica del bromuro di alluminio (Al2Br6).
Il bromuro di zinco gassoso è lineare secondo la teoria VSEPR con una lunghezza del legame Zn-Br di 221 pm.

## Usi
Il bromuro di zinco è utilizzato nelle seguenti applicazioni:
- In chimica organica come acido di Lewis.
- È l'elettrolita nella batteria al bromuro di zinco.
- Nei pozzi di petrolio e di gas naturale, le soluzioni contenenti bromuro di zinco vengono utilizzate per spostare i fanghi di perforazione durante il passaggio dalla fase di perforazione alla fase di completamento o nelle operazioni di ristrutturazione del pozzo. La soluzione salina estremamente densa conferisce al fluido il suo peso di 20 libbre/gallone, il che lo rende particolarmente utile per trattenere particelle di gas e petrolio infiammabili nei pozzi ad alta pressione. Tuttavia, l'elevata acidità e osmolarità causano problemi di corrosione e manipolazione. Gli equipaggi devono essere dotati di tute più aderenti e stivali di gomma perché il fluido è molto disidratante[6].
- Le soluzioni di bromuro di zinco possono essere utilizzate come schermo trasparente contro le radiazioni. Lo spazio tra due lastre di vetro è riempito con una soluzione acquosa forte di bromuro di zinco ad altissima densità, da utilizzare come finestra su una cella calda. Questo tipo di finestra ha il vantaggio rispetto al vetro al piombo in quanto non si scurisce a causa dell'esposizione alle radiazioni. Tutti i vetri si scuriscono lentamente nel tempo a causa delle radiazioni, tuttavia questo è particolarmente vero in una cella calda, dove sono presenti livelli eccezionali di radiazioni. Il vantaggio di una soluzione salina acquosa è che qualsiasi danno da radiazioni durerà meno di un millisecondo, quindi lo scudo si autoripara[7].

## Sicurezza
Le considerazioni sulla sicurezza sono simili a quelle per il cloruro di zinco, per il quale la dose tossica per l'uomo è di 3-5 g.